# ジェーン・ヘン
ジェーン・マーゴ・ヘン（英: Jan Margo Henne、1947年8月11日 - ）は、アメリカ合衆国の元競泳選手。結婚後のジェーン・ホーキンズ (Jan Hawkins) という名前でも知られる。
1968年のメキシコシティオリンピックで、2個の金メダルを含む4個のメダルを獲得した。女子4×100メートルフリーリレーではアメリカ代表チームのアンカーを務め、ジェーン・バークマン、リンダ・グスタブソン、スーザン・ペダーセンとともに決勝で4分02秒5のオリンピック新記録を樹立した。また、4×100メートルメドレーリレーの予選にも出場した。同種目でもアメリカは金メダルを獲得したが、ヘンは決勝には出なかったため、メダルを獲得できなかった。
個人種目では、女子100メートル自由形で金メダルを獲得。200メートル自由形では銀メダル 、200メートル個人メドレーでは銅メダルをそれぞれ獲得した。
メキシコシティ五輪後は1968年から1972年まで、インターカレッジ女子運動協会 (AIAW) 傘下のアリゾナ州立大学競泳・飛び込みチーム「アリゾナ州立サンデビルズ」に所属した。1969年から3年連続でAIAW全米選手権にサンデビルズチームの代表として出場し、1970年の全米選手権では100ヤード平泳ぎと200ヤード自由形、それに4×100ヤード自由形リレーの3種目で優勝した。その後、1976年に同大学のスポーツ殿堂に殿堂入りした。また、国際水泳殿堂にも1979年に競泳選手として殿堂入りしている。